# Drezdenko
Drezdenkoⓘ (anteriormente Drzeń, em alemão: Driesen) é um município no oeste da Polônia. Pertence à voivodia da Lubúsquia, no condado de Strzelce-Drezdenko. É a sede da comuna urbano-rural de Drezdenko. Fica na fronteira da Grande Polônia e do distrito dos lagos da Pomerânia, no rio Noteć, 40 km a leste de Gorzów Wielkopolski.
Estende-se por uma área de 10,7 km², com 9 804 habitantes, segundo o censo de 31 de dezembro de 2021, com uma densidade populacional de 916,3 hab./km².
Anteriormente parte da Grande Polônia, Drezdenko foi registrada como uma cidade fronteiriça da Grande Polônia chamada Drzeń desde o século XI. Após o início do período de divisão distrital em 1138, também foi atribuída à Grande Polônia. Entre 1252 e 1265, após a ocupação por Barnim I, Duque da Pomerânia, Drezdenko pertenceu ao Ducado da Pomerânia Ocidental. Em 1296, a cidade foi capturada por Brandemburgo e incorporada à Nova Marca no final do século XIII. Em 1365, Casimiro III, o Grande, incorporou Drezdenko de volta à Grande Polônia, no entanto, já em 1370, a cidade foi novamente tomada por Brandemburgo e voltou a fazer parte da Nova Marca, dentro de cujas fronteiras pertenceu, a partir de 1408, à Ordem Teutônica, e, a partir de 1455, novamente a Brandemburgo, à qual Drezdenko pertenceu até 1945.
Desde junho de 1946, fazia parte da voivodia de Poznań e, desde junho de 1950, pertencia à voivodia de Zielona Góra. De junho de 1975 a dezembro de 1998, fazia parte da voivodia de Gorzów.

## Toponímia
Vários nomes de lugares podem ser encontrados em documentos históricos, sendo o mais comum “Drzeń” ou “Drżeń”, enquanto “Drizina”, “Drecen”, “Driesen”, “Dersen”, “Droczen”, “Dirzen”, “Drezen”, “Dirczen”, “Drczen”, “Drdzen” também aparecem. É provável derivado do nome de uma árvore, um vilarejo florestal composto por casas de madeira ou construído sobre palafitas. Também está associado à raiz da madeira. Talvez a adoção desse nome tenha sido determinada pela floresta e pelos arredores pantanosos da fortaleza. Alguns estudiosos poloneses derivam o nome de “Drzesław”, que significa corajoso, famoso. O nome atual “Drezdenko” foi formado a partir do nome alemão “Driesen”.
Segundo Bruckner, “driesen” é (hoje em dia, pontuado) o “rdzeń” (caule) de uma árvore.
O mapa militar polonês de 1935, que designa a cidade, apresenta o exônimo polonês Drezdenko.

## História
A história de Drezdenko remonta aos primórdios do Estado polonês. Drzeń, que inicialmente serviu como uma cidade fronteiriça, ganhou importância durante o reinado de Boleslau III e seus sucessores, como evidenciado por sua elevação ao posto de castelania. Durante o período da divisão da Polônia, a fortaleza passou por uma mudança de sorte. Em 1266, com Santok, tornou-se alvo de uma invasão dos cavaleiros de Brandemburgo. Como resultado de um tratado concluído entre Boleslau, o Piedoso, e o Duque Otto, as duas cidades foram incendiadas. Durante as batalhas com Brandemburgo no final do século XIII, Drzeń mudou de mãos várias vezes. Em 1272, o exército de Boleslau, o Piedoso, sob o comando de Przemysl II, recapturou Drezdenko. Após o assassinato do rei polonês Przemysl II em 1296, Drezdenko foi novamente invadida pelos brandemburgueses.
Em 1317, o então proprietário de Drezdenko, o marquês Waldemar, vendeu a cidade, com as propriedades vizinhas, aos irmãos Henry e Burkhard von der Ost pelo preço de 2 mil marcos de Brandemburgo em prata. No início do século XIV, diante da turbulência política na região de Brandemburgo, os quatro lordes von Osten (Dobrogost, Arnold, Holryk e Bartold), que detinham as duas cidades em nome do marquês, decidiram se aproximar da Polônia e, em 1365, prestaram uma homenagem de feudo a Casimiro, o Grande, graças à qual o Reino da Polônia recuperou Santok e Drezdenko. Em 1402, Drezdenko, com outras terras vizinhas, foi prometida pelo imperador Sigismundo de Luxemburgo à Ordem Teutônica, que acreditava ter direitos sobre Drezdenko, apesar de ser um feudo do rei polonês. Em 1402, Ulryk von Osten prestou homenagem ao rei Ladislau II Jagelão e prometeu transferir o feudo para o rei polonês no caso de sua morte sem herdeiros — essa homenagem se tornou a causa de uma disputa entre a Ordem Teutônica e a Coroa do Reino da Polônia pela cidade. Em 1404, uma reunião entre o proprietário de terras da Nova Marca, Baldwin Stahl, e representantes da Grande Polônia ocorreu em Drezdenko. No ano seguinte, Ulryk von Osten entregou o castelo de Drezdenko aos Cavaleiros Teutônicos e invadiu a Grande Polônia. O rei Ladislau II Jagelão enviou suas tropas e exigiu a ajuda do Grão-Mestre contra seu vassalo rebelde, o que o Grão-Mestre recusou, reconhecendo von Osten como súdito da Ordem — assim começou uma disputa por Drezdenko. Em 1408, Ulrich von der Osten vendeu a cidade, incluindo o castelo, para os Cavaleiros Teutônicos. Esse castelo foi incendiado em 1410 e, como resultado, o prefeito pediu ajuda ao Grão-Mestre em 1414 para reconstruí-lo. Enfraquecida pela derrota em Grunwald, a Ordem Teutônica não conseguiu manter as muralhas defensivas da cidade, que foram severamente danificadas. No mesmo período, a cidade foi devastada por um incêndio. Em 1455, os Cavaleiros Teutônicos venderam Drezdenko, juntamente com a Nova Marca, para Brandemburgo, o que reduziu a importância estratégica da fortaleza. Depois de 1459, o castelo localizado ao norte da cidade ficou em poder da família Borek..
Em 1603, a construção de uma nova fortaleza, com base em uma planta de estrela de cinco pontas, começou a ser erguida a leste da cidade e concluída em 1605. Durante a Guerra dos Trinta Anos, a cidade foi capturada pelas tropas suecas em 1639 e ficou sob seu controle nos 10 anos seguintes. Em 1662, Drezdenko foi novamente atingida por um grande incêndio que a consumiu completamente. Na segunda metade do século XVIII, a reconstruída Drezdenko foi ocupada várias vezes pelos exércitos russo e prussiano que lutaram durante a Guerra dos Sete Anos.
O século XIX também foi conturbado para a cidade. Durante as Guerras Napoleônicas, ela foi brevemente ocupada por tropas francesas, que saíram durante a retirada dos remanescentes do Grande Exército. Em 1831, os habitantes testemunharam a marcha dos participantes do Levante de Novembro para a França. Em 1855, uma epidemia de cólera eclodiu na cidade. Em 1857, a cidade ganhou uma conexão ferroviária com o resto do país por meio da construção da chamada Ostbahn, a Ferrovia Oriental Prussiana. Em 1871, Drezdenko tornou-se parte de uma Alemanha unida.
O século XX foi uma época de expansão para a cidade. Naquela época, entre outras coisas, foi construída uma linha de edifícios residenciais Art nouveau, característica das ruas de Drezdenko.
Antes da Segunda Guerra Mundial, a cidade foi rearmada pela Muralha da Pomerânia que corria a leste de suas fronteiras e seu cinturão de fortificações com um enorme açude no rio Noteć. Entre 1933 e 1936, foi construída a linha ferroviária Skwierzyna — Drezdenko — Stare Bielice, que também tinha um significado militar, destacado, entre outras coisas, pelos abrigos sob cada edifício. Isso se deveu ao fato de que, no período entre guerras, Drezdenko ficava a cerca de 6 quilômetros da fronteira e era um dos pontos teoricamente estratégicos de defesa durante um possível conflito.
A cidade sobreviveu à guerra em condições ótimas. Enquanto as cidades vizinhas foram destruídas em 70–80%, os prédios de Drezdenko foram destruídos em apenas 10–15%, graças ao que os prédios antigos foram preservados e o traçado urbano histórico não foi irreversivelmente danificado.
Em 1945, a cidade foi incorporada à Polônia. Sua antiga população foi deslocada para a Alemanha.
A cidade recebeu duas vezes o título de “Campeã Nacional de Economia” (1967 e 1976).

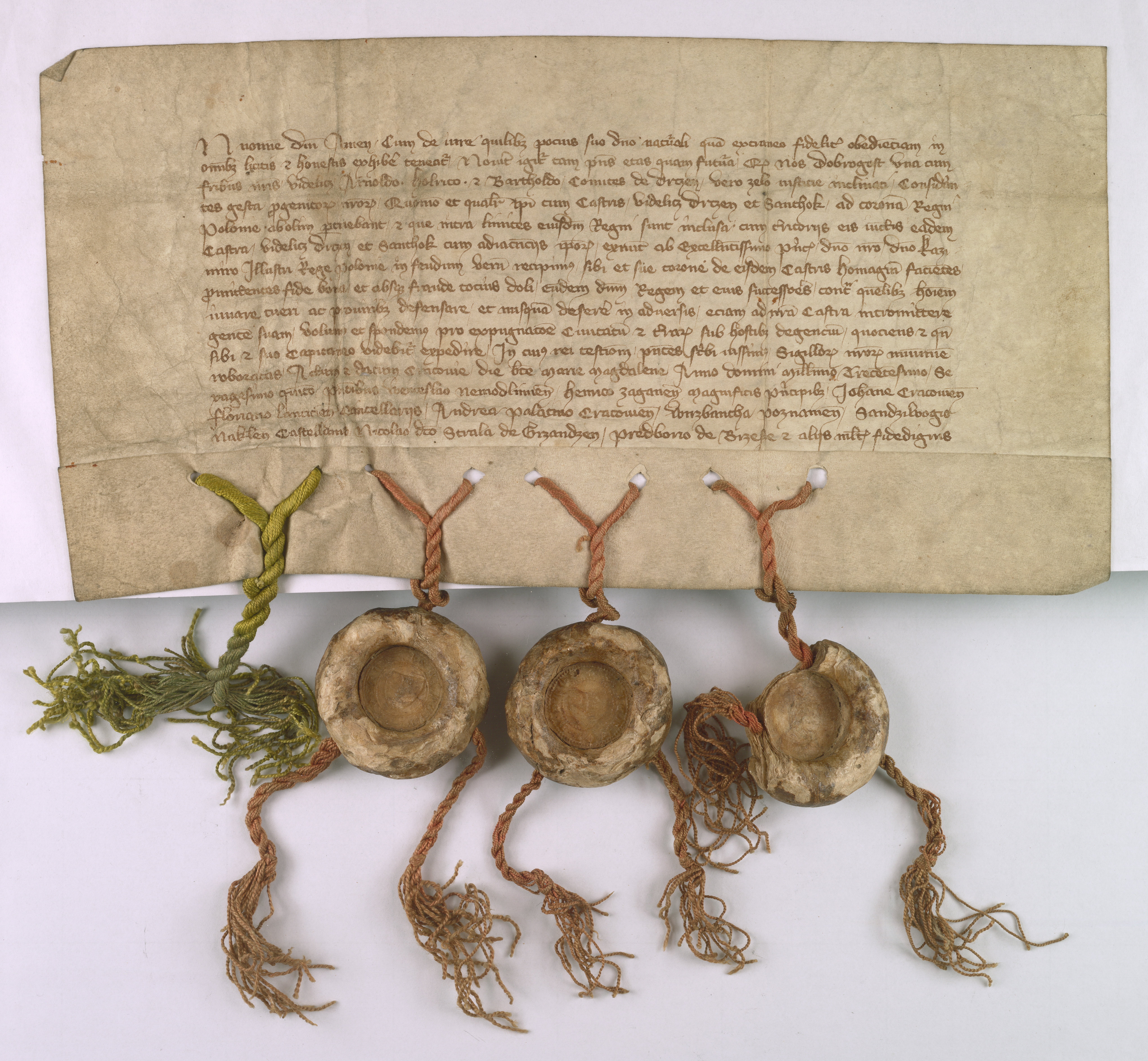
Dobrogost e seus irmãos, os Lordes von Osten, herdeiros de Drezdenko, prestam homenagem ao rei Casimiro e tomam a posse de Drezdenko e Santok em 22 de julho de 1365
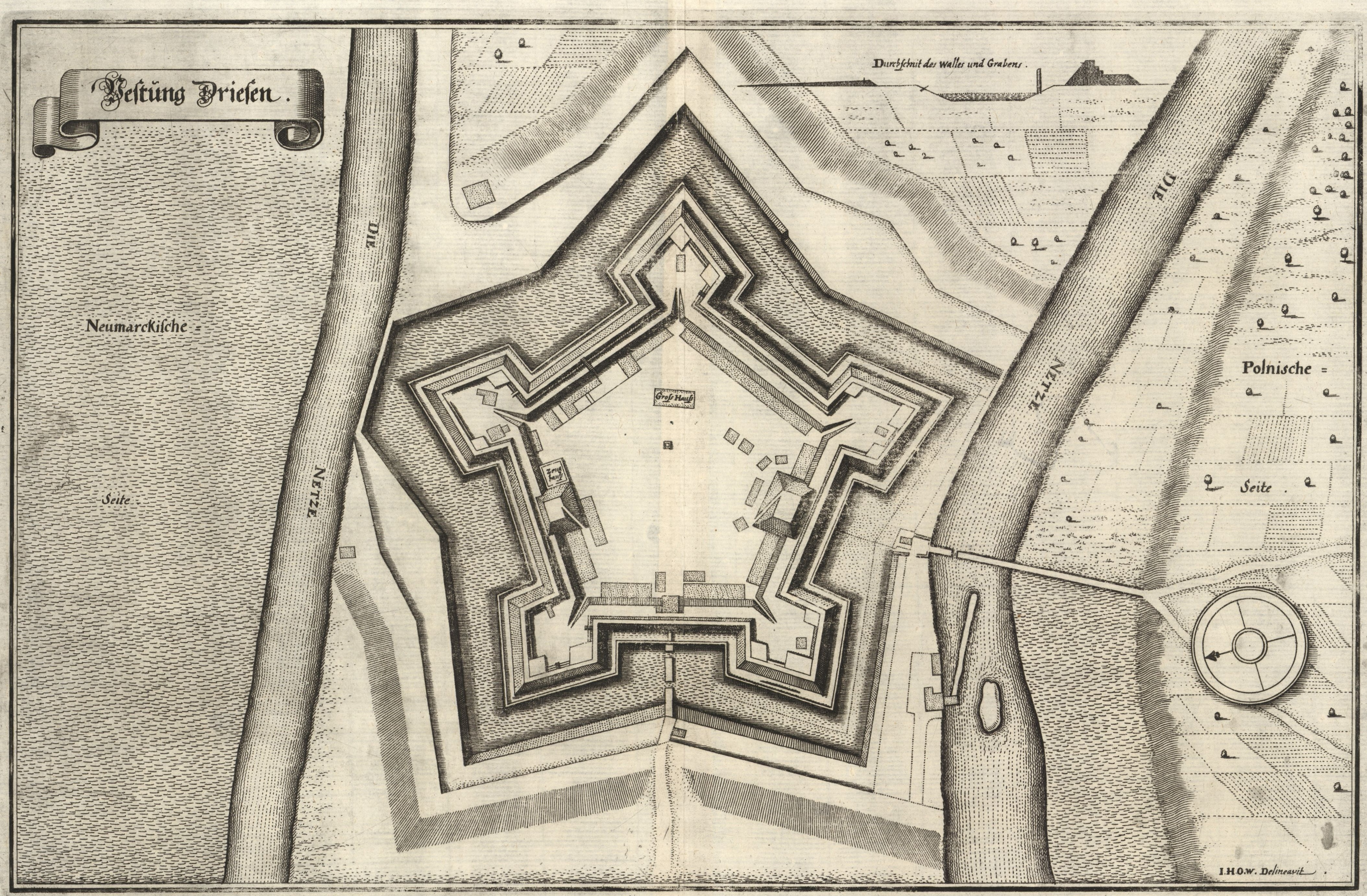
Fortaleza em Drezdenko, por volta de 1620
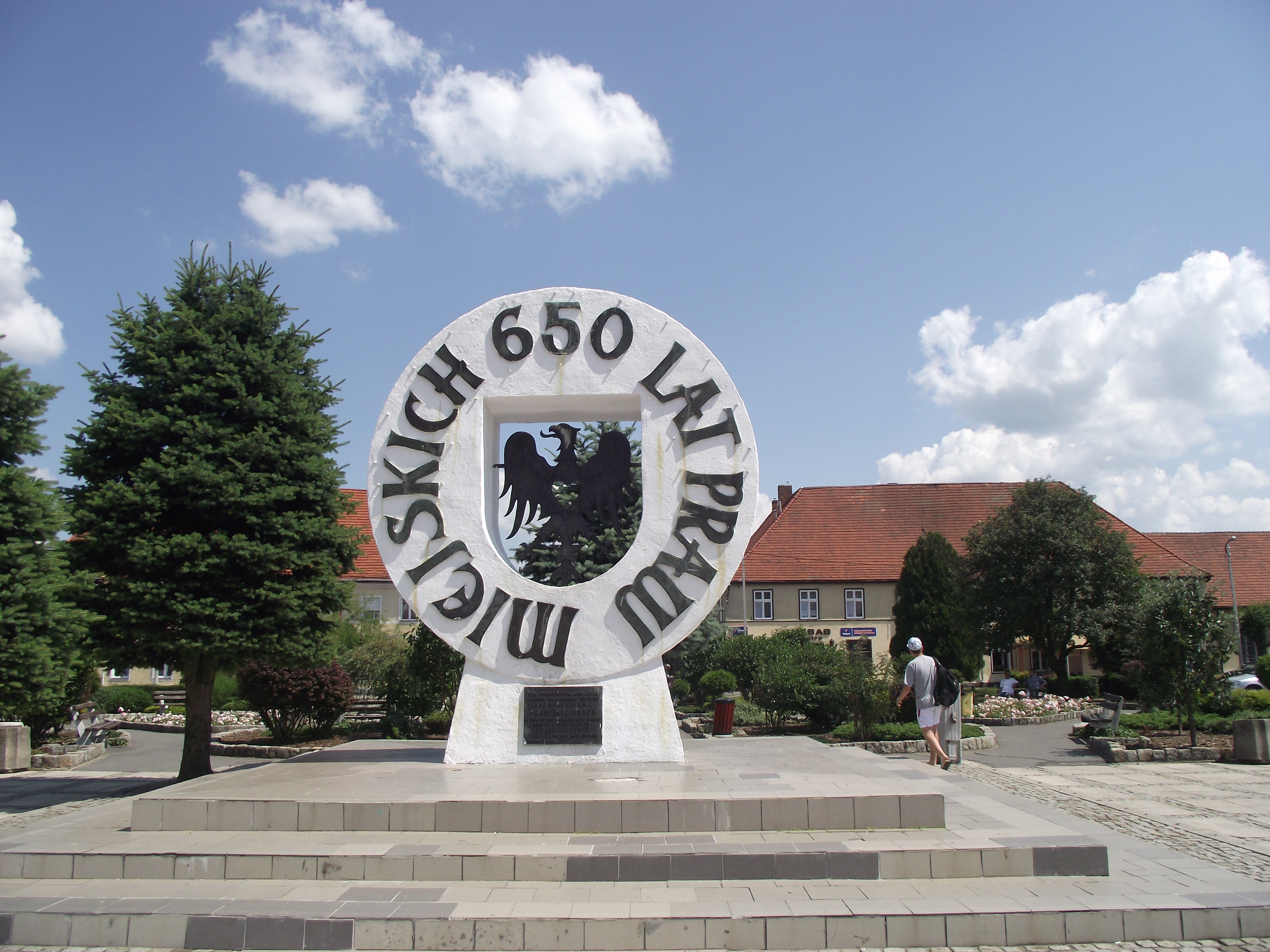
Monumento erguido por ocasião do aniversário da concessão dos direitos de cidade a Drezdenko
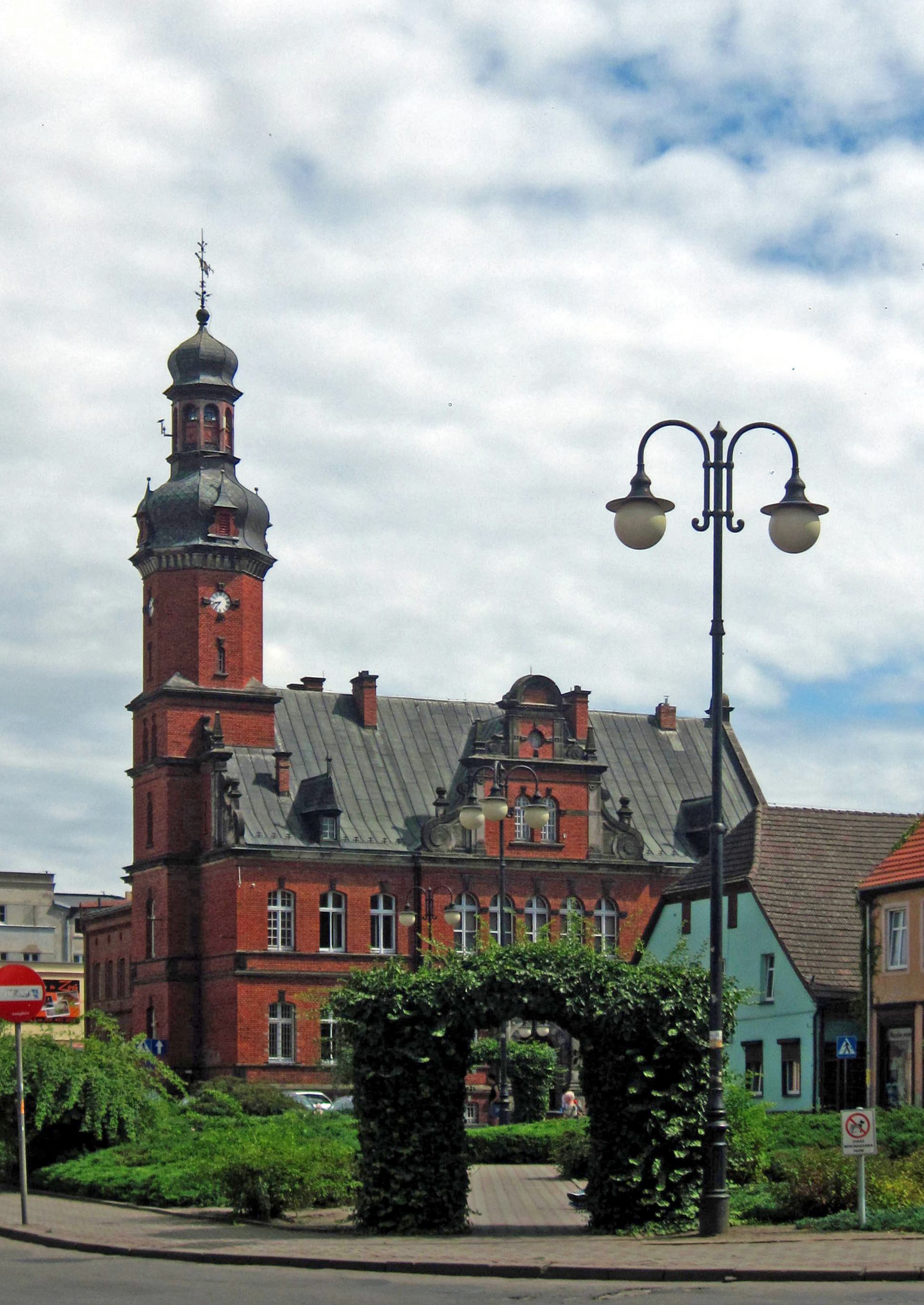
Antigo edifício do tribunal de 1885, agora abriga instituições municipais e distritais
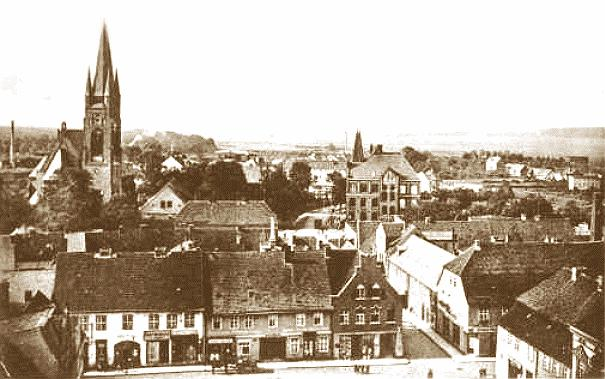
Praça principal em Drezdenko, cerca de 1900
Brasão de armas de Drezdenko em vigor de 1945 a 1996

## Demografia
Conforme os dados do Escritório Central de Estatística da Polônia (GUS) de 31 de dezembro de 2022, Drezdenko é uma cidade pequena com uma população de 9 574 habitantes (18.º lugar na voivodia da Lubúsquia e 402.º na Polônia), tem uma área de 10,72 km² (19.º lugar na voivodia da Lubúsquia e 572.º lugar na Polônia) e uma densidade populacional de 893,10 hab./km² (17.º lugar na voivodia da Lubúsquia e 368.º lugar na Polônia). Nos anos 2002–2021, o número de habitantes diminuiu 7,0%.
Os habitantes de Drezdenko constituem cerca de 19,89% da população do condado de Strzelce-Drezdenko, constituindo 0,98% da população da voivodia da Lubúsquia.
| Descrição                         | Total      | Total     | Mulheres   | Mulheres  | Homens     | Homens    |
| --------------------------------- | ---------- | --------- | ---------- | --------- | ---------- | --------- |
| unidade                           | habitantes | %         | habitantes | %         | habitantes | %         |
| população                         | 9 574      | 100       | 4 979      | 52,0      | 4 595      | 48,0      |
| superfície                        | 10,72 km²  | 10,72 km² | 10,72 km²  | 10,72 km² | 10,72 km²  | 10,72 km² |
| densidade populacional (hab./km²) | 893,10     | 893,10    | 464,41     | 464,41    | 428,69     | 428,69    |

## Monumentos históricos
O registro provincial de monumentos inclui:
- Traçado urbano
- Igreja evangélica, agora igreja paroquial católica romana da Transfiguração de Nosso Senhor, praça Kościelny 2, neogótica de 1896–1902, protestante até 1945. Sua torre mede 78 metros, o que lhe confere o título de igreja mais alta da região da voivodia da Lubúsquia
- Igreja evangélica, agora católica romana, filial do Sagrado Coração de Jesus, 41 rua Niepodległości, de 1914, no distrito de Nowe Drezdenko; modernismo inicial, até 1945 protestante
- Complexo de uma igreja filial, rua Żeromskiego, de 1898:
  - Igreja de Nossa Senhora do Rosário, neogótica, consagrada em 26 de outubro de 1898
  - Cemitério da igreja
  - Muro, de tijolo e metal
- Muro de contenção com porão, remanescente das fortificações de terra e tijolo da fortaleza, próximo à casa na 12 Praça Wolności, do século XVII/XVIII
- Casas, 16 rua Kościuszki, em enxaimel, n.º 19, do século XIX
- Prédio conhecido como Prefeitura, originalmente abrigando um tribunal, depois uma escola secundária de medicina, agora instituições municipais e distritais, rua Kościuszki, 31, de 1885
- Casa, n.º 11 da rua Krakowska; e casa com dependências, n.º 12a, do final do século XIX
- Casas, n.º 15 da rua Krakowska, em enxaimel, do século XVIII; n.º 17, do século XIX
- Casa, rua Lwowska, n.º 6, em enxaimel, da década de 1760
- Complexo de edifícios, rua Łąkowa, do século XVIII
- Casas, 6, rua Łąkowa 11, do século XIX
- Mansão, rua Marszałkowska, 18, do século XIX
- Mansão com jardim, rua Niepodległości, 10, do século XVIII
- Casa, rua Poniatowskiego, 25, em enxaimel, do século XIX.
- Fazenda com pombal, rua Słoneczna, 1, em enxaimel, início do século XX
- Escola, rua Szkolna, 11, datada de 1903–1904
- Área construída da rua Wiejska, do século XVIII
- Casas, 6, 27, rua Wiejska, do século XIX
- Casas, praça Wileński, 2, 3, em enxaimel, do final do século XVIII (os edifícios originais não existem mais, foram reconstruídos no século XXI)
- Palácio, praça Wolności, 8, barroco tardio, datado de 1766, com um parque; abandonado após 1945, desde 1958 adaptado a uma escola primária, atualmente um ginásio
  - Guarita, datada de 1766
- Celeiro de madeira bruta, praça Wolności, 11, datado de cerca de 1640, originalmente um arsenal, desde 1985 um museu.
- Casa, praça Wolności, 21 do século XVIII
- Casa, rua Żeromskiego
- Casa, rua Żeromskiego, 11, metade do século XVIII, com estrutura de madeira.

Outros monumentos:
- Cemitério judeu
- Farmácia de 1667
- Torre de água de 1907
- Edifícios dos séculos XVIII e XIX, principalmente ecléticos, duas praças de mercado paralelas
- Parte preservada da estação ferroviária neoclássica em Nowe Drezdenko, de 1857
- Complexo modernista da estação de Drezdenko de 1936 — prédio da estação ferroviária, prédio residencial, praça da estação
- Represa no rio Noteć — a maior estrutura da Muralha da Pomerânia
- Ponte ferroviária blindada sobre o antigo rio Noteć, de 1936

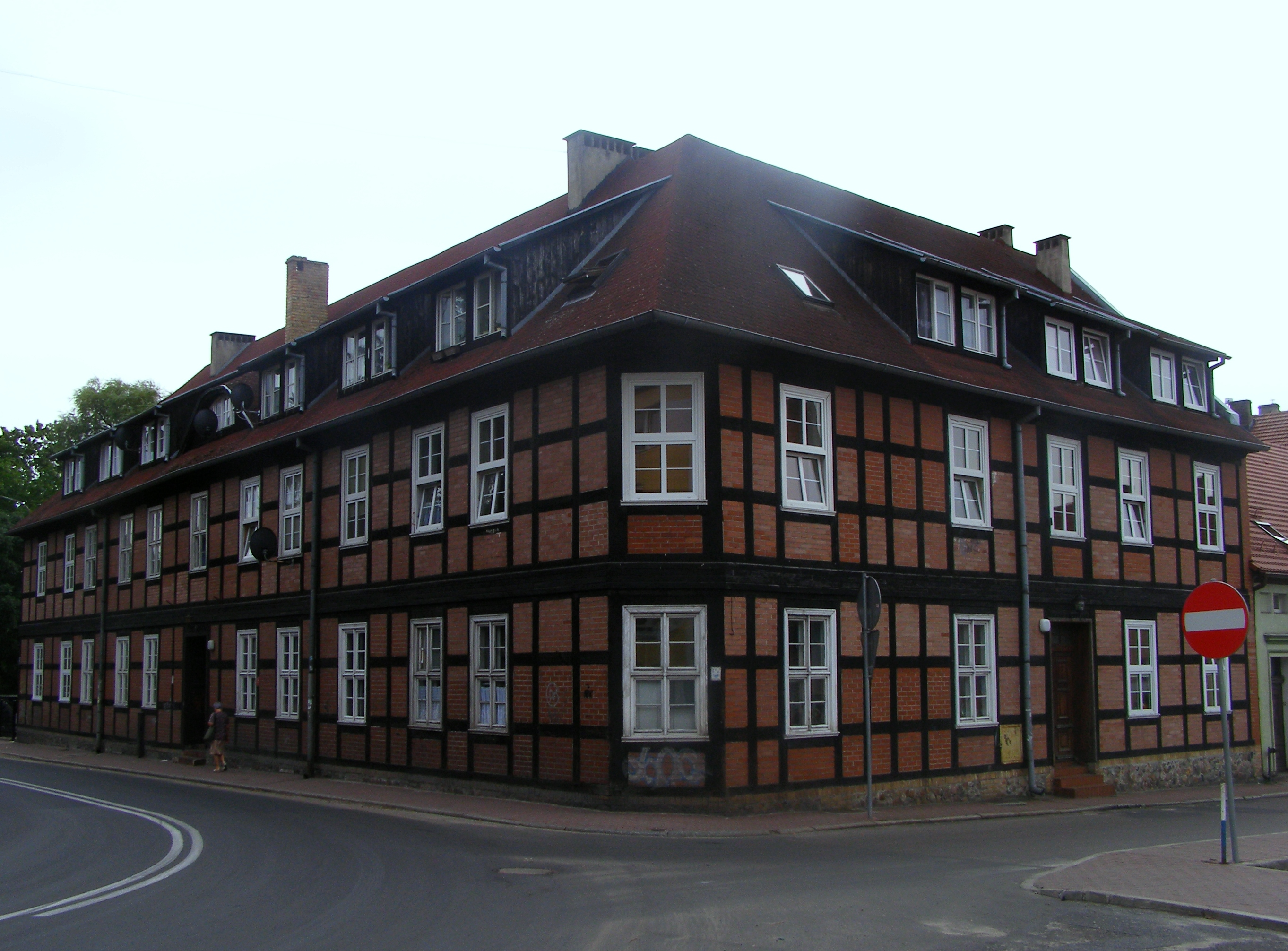
Rua Kościuszki, 16 — casa em estilo enxaimel
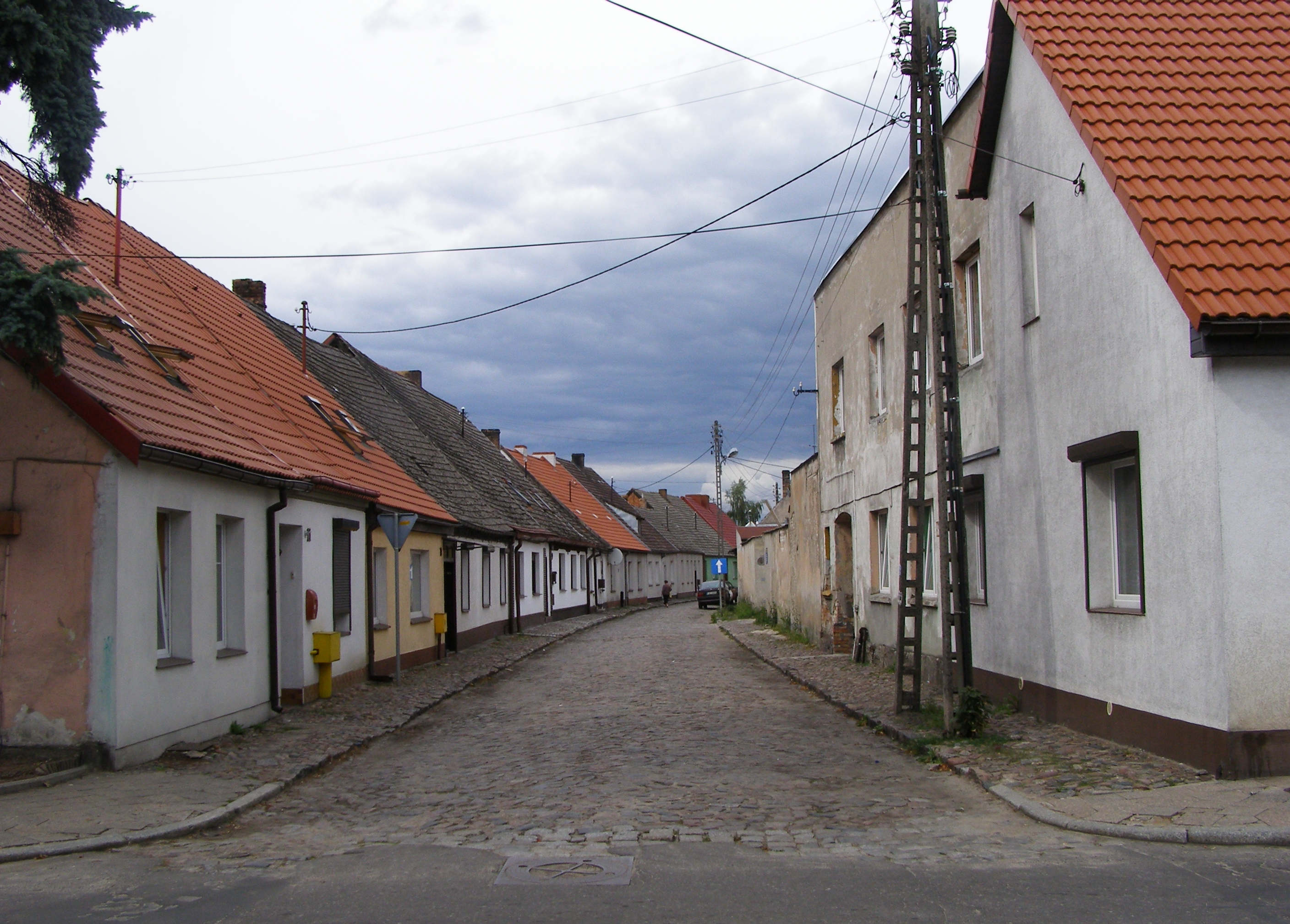
Rua Wiejska — complexo de edifícios em Drezdenko
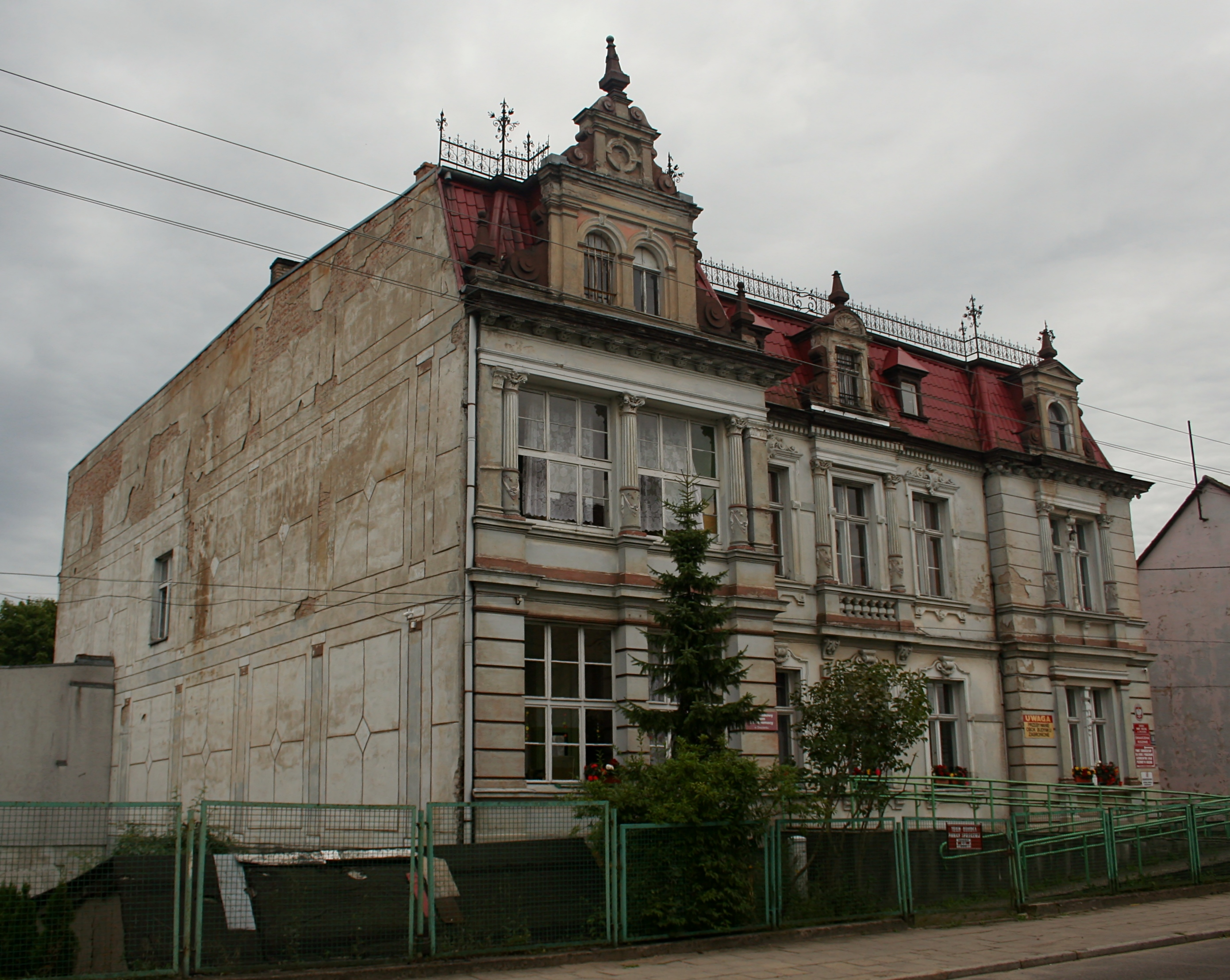
Rua Marszałkowska, 18 — mansão do século XIX, atualmente um Centro de Bem-Estar Social
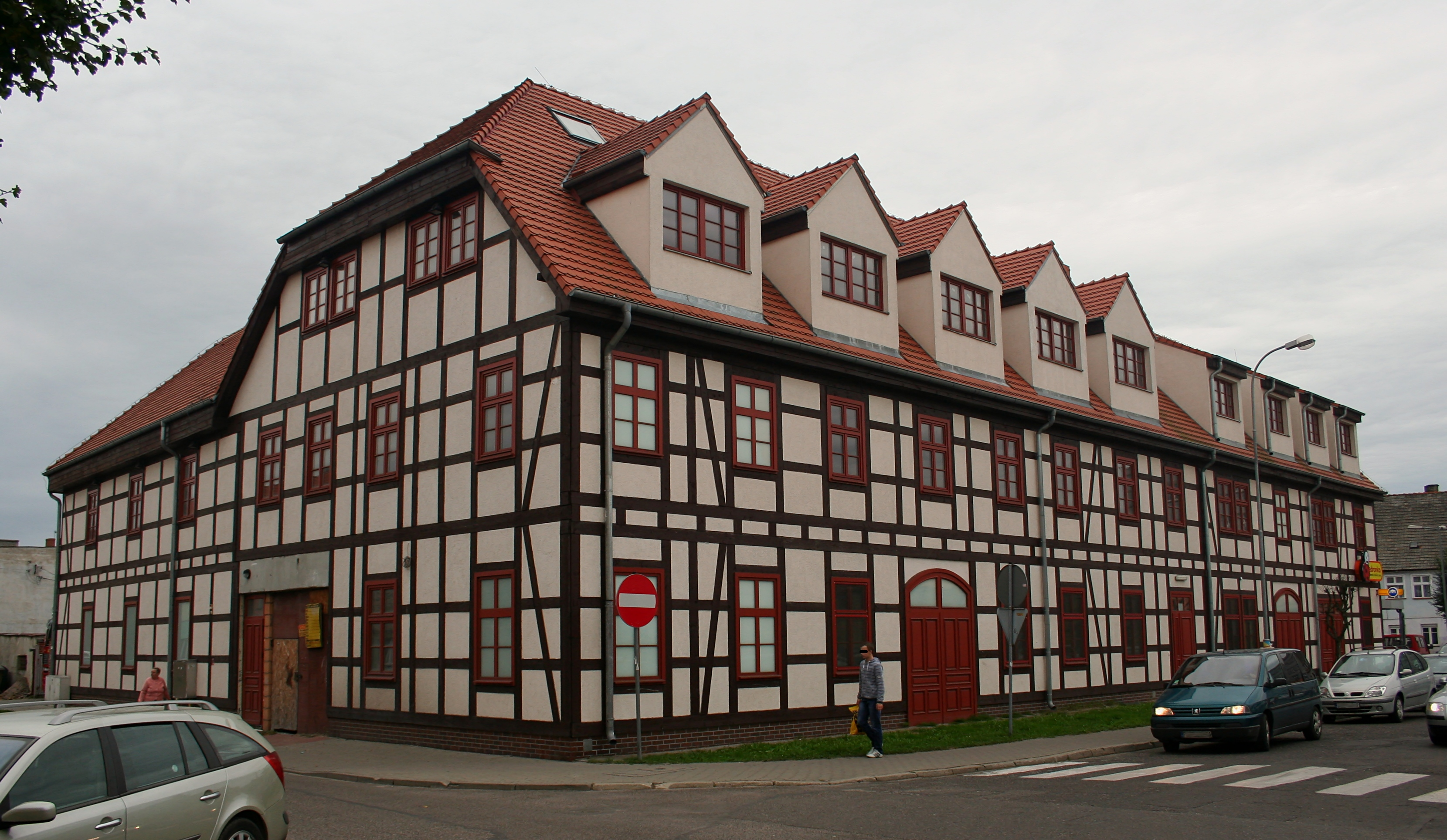
Praça Wilenska, 2-3 — empreendimento do século XXI no lugar de casas de enxaimel
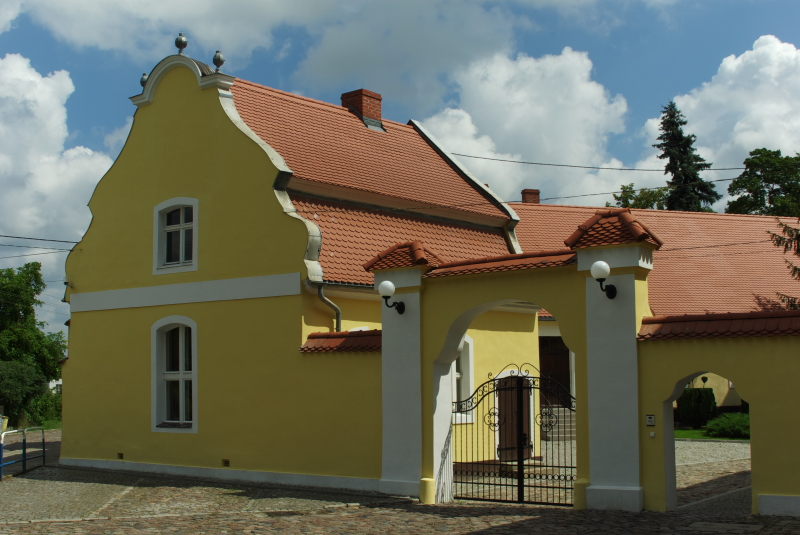
Guarita de 1766
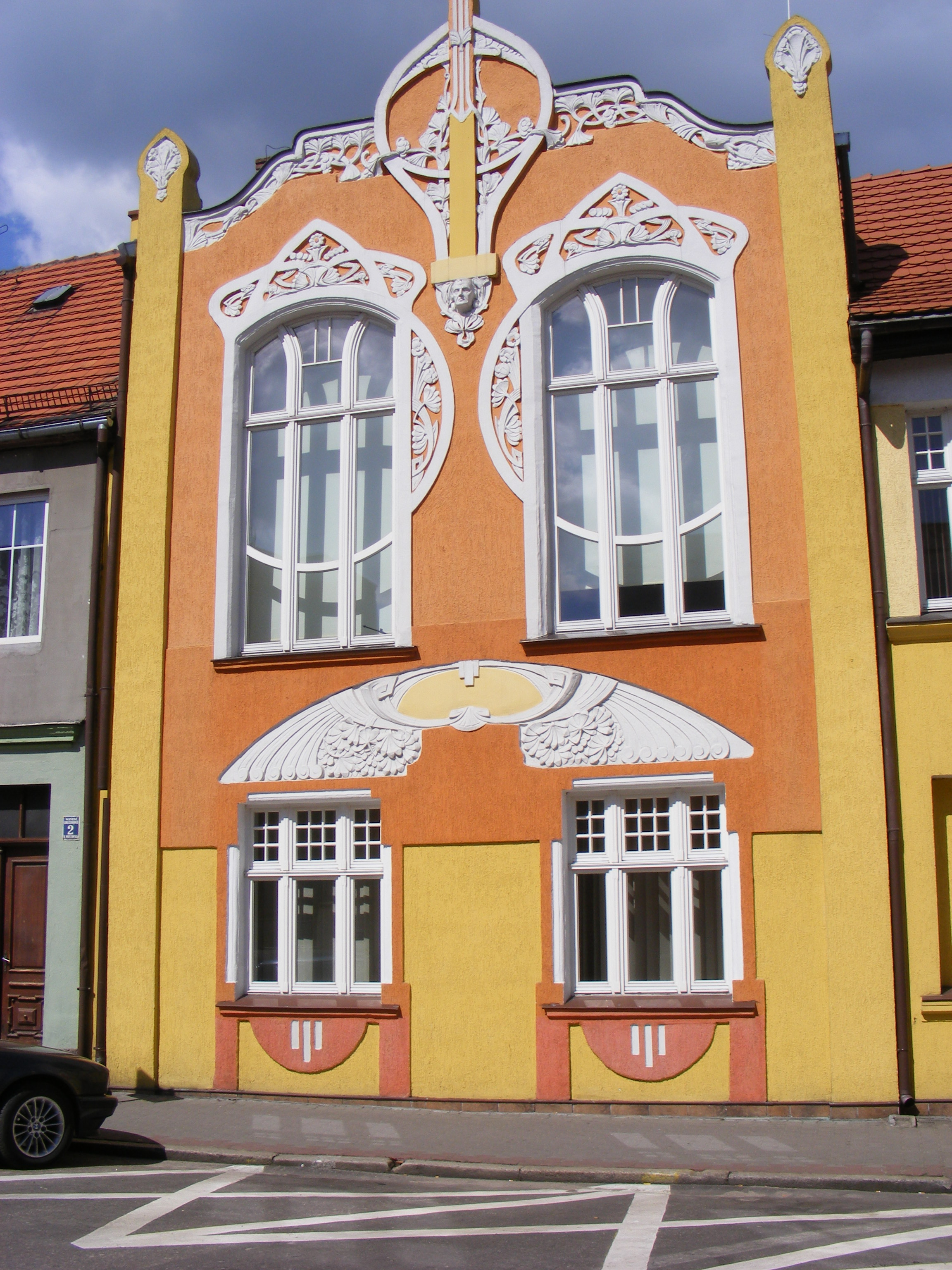
Rua Warszawska, 1 — Prefeitura e Conselho Municipal

## Transporte

### Transporte rodoviártio
As seguintes estradas da voivodia passam por Drezdenko:
- Estrada provincial n.º 158 Gorzów Wielkopolski (estrada nacional nº 22) - Drezdenko
- Estrada provincial n.º 160 Choszczno (estrada provincial n.º 151) - Dobiegniew (estrada nacional n.º 22) - Drezdenko - Międzychód (estrada nacional n.º 24) - Miedzichowo (estrada nacional n.º 92)
- Estrada provincial n.º 174 Drezdenko - Krzyż Wielkopolski - Wieleń - Kuźnica Czarnkowska
- Estrada provincial n.º 181 Drezdenko - Wieleń - Czarnków

### Transporte ferroviário
Atualmente, passa por Drezdenko uma linha ferroviária na rota Kostrzyn nad Odrą — Krzyż Wielkopolski. Antigamente, a cidade também era atravessada pela linha ferroviária n.º 430, que ligava Stare Bielice a Skwierzyna e desativada em 1998. Drezdenko possui duas estações ferroviárias: uma ainda em funcionamento e outra fora de serviço.

### Transporte municipal e comunitário
As primeiras conexões da cidade com a estação ferroviária de Nowe Drezdenko ainda existiam no período anterior à guerra. O desenvolvimento da cidade no período pós-guerra levou a uma resolução em 1983 para iniciar o transporte municipal interno na rota da ZPOW para a estação ferroviária de Nowe Drezdenko. A operação da conexão foi confiada à PGKiM local. Em 1999, o serviço foi assumido por Zenon Okińczyc, que introduziu o então típico ônibus Van Hool AU138 na rota. O transporte público existiu até 2007.
Em 2023, o município restabeleceu a operação do transporte municipal e comunitário em sua área.

## Esportes
Desde 1946, Drezdenko tem um clube de futebol chamado “Lubuszanin” Drezdenko. O time manda seus jogos em casa no Estádio Józef Noży, em Drezdenko. Há também o clube de futebol “Radowiak” Drezdenko, fundado em 1974, que joga em um campo no distrito de Radowo.

## Cultura
- Centro de Promoção Cultural[43]
- Museu das Florestas Drawska e Notecka Franciszek Graś[44]
- Parque de Culturas Mundiais[45]
- Biblioteca Pública da Cidade e da Comuna Padre Józef Tischner[46]

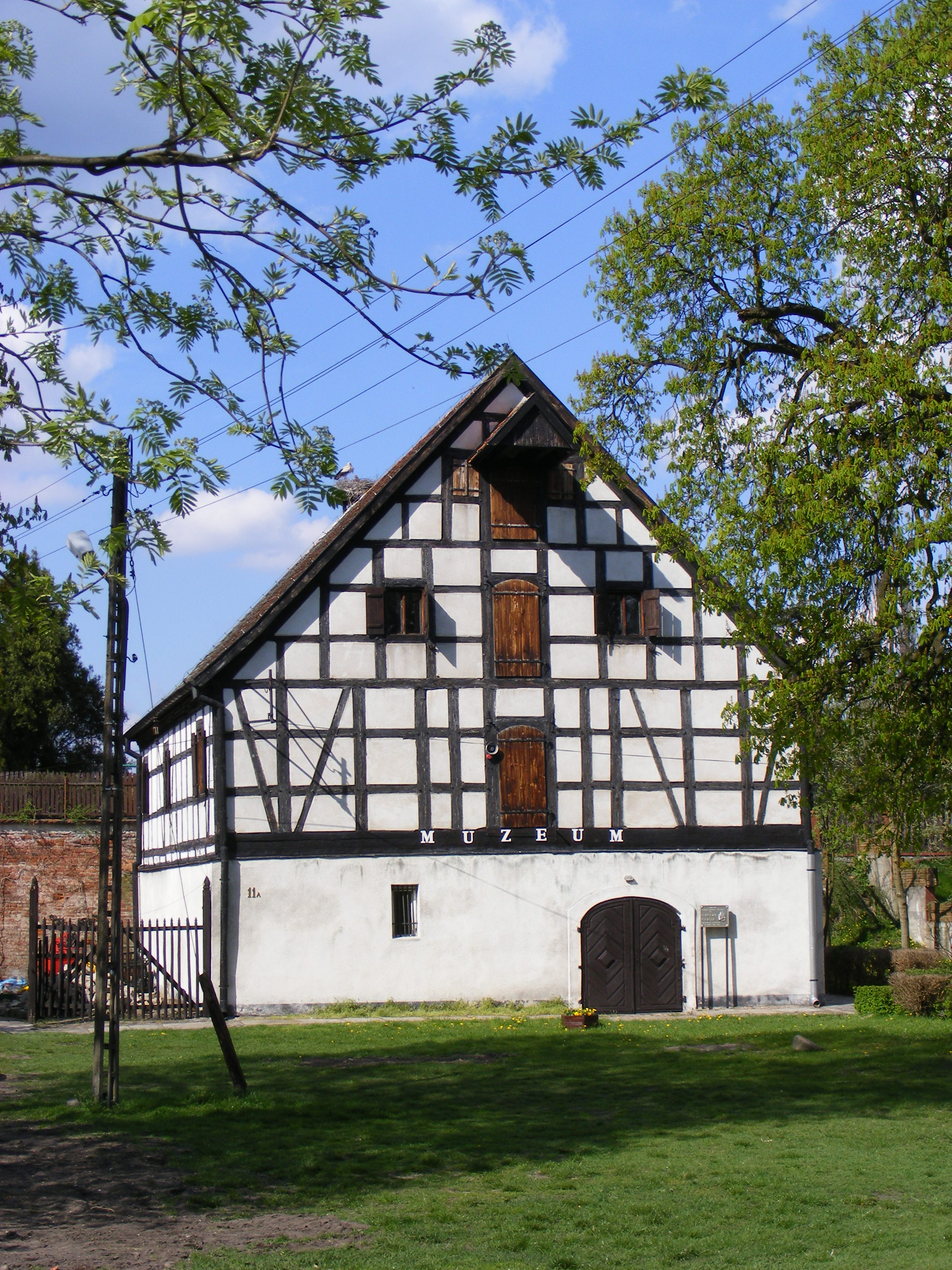
Celeiro de cerca de 1640, atualmente o Museu das Florestas Drawska e Notecka Franciszek Graś
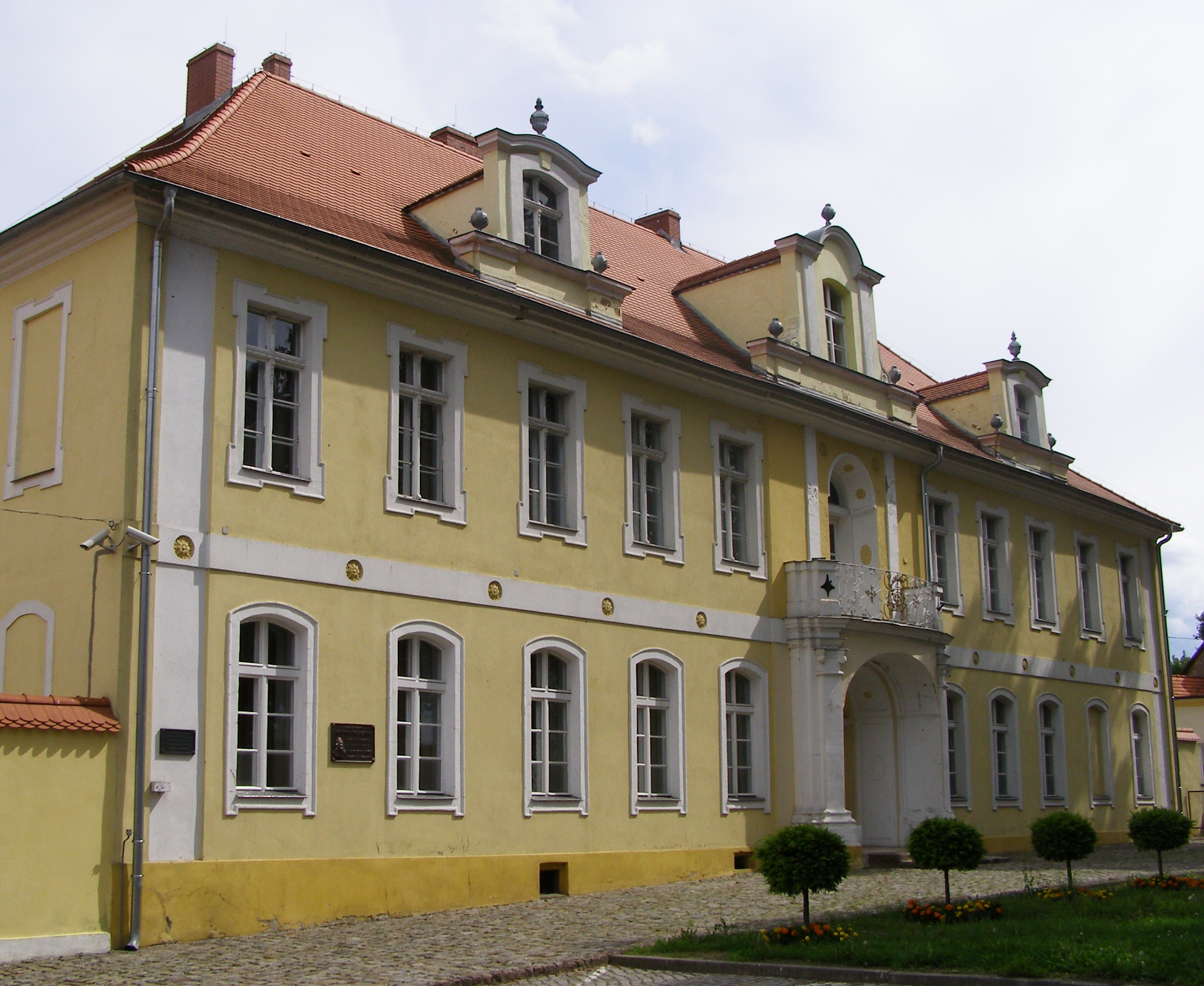
Escola Primária n.º 2
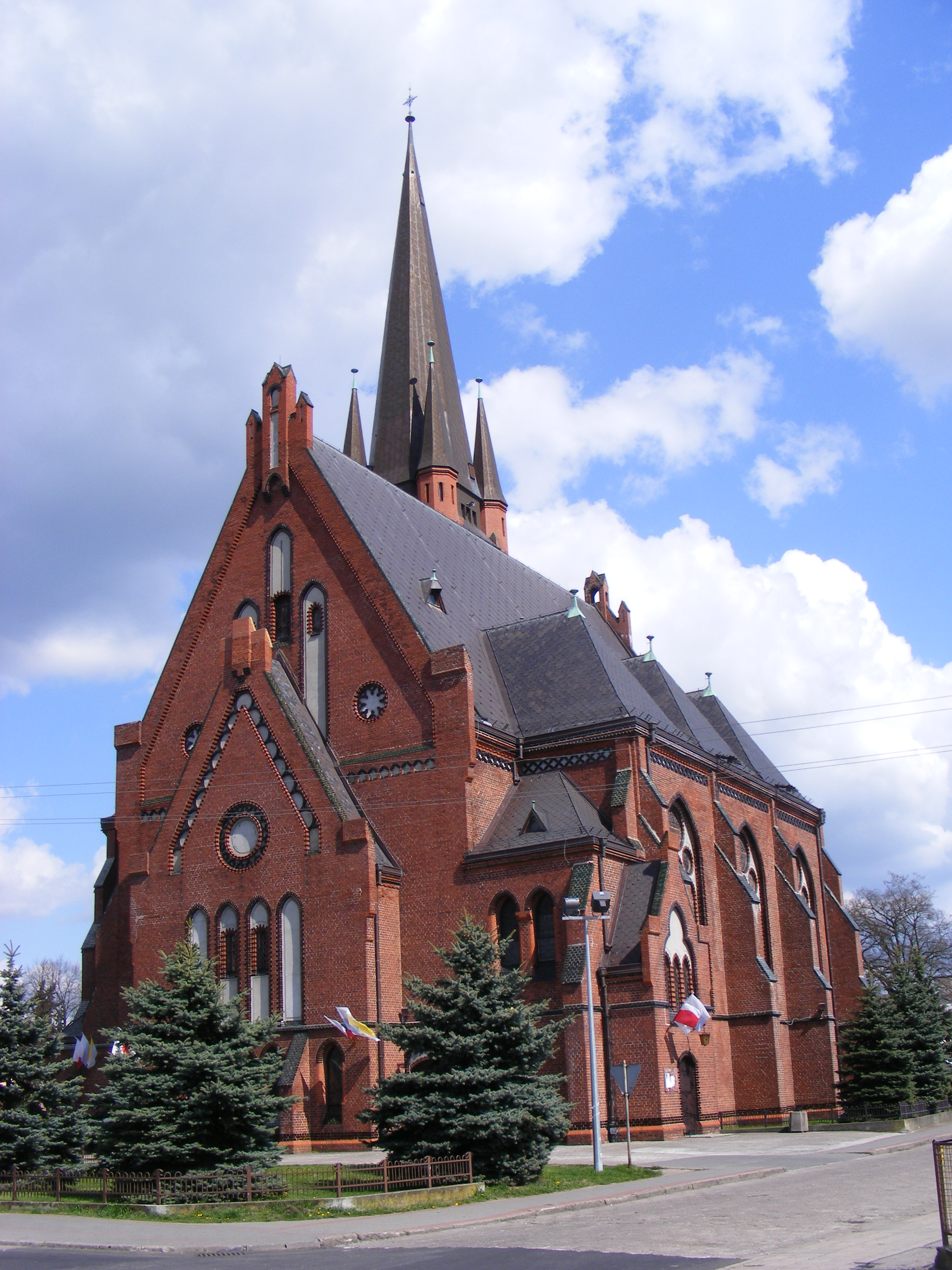
[[Kościół Przemienienia Pańskiego w Drezdenku|Igreja da Transfiguração
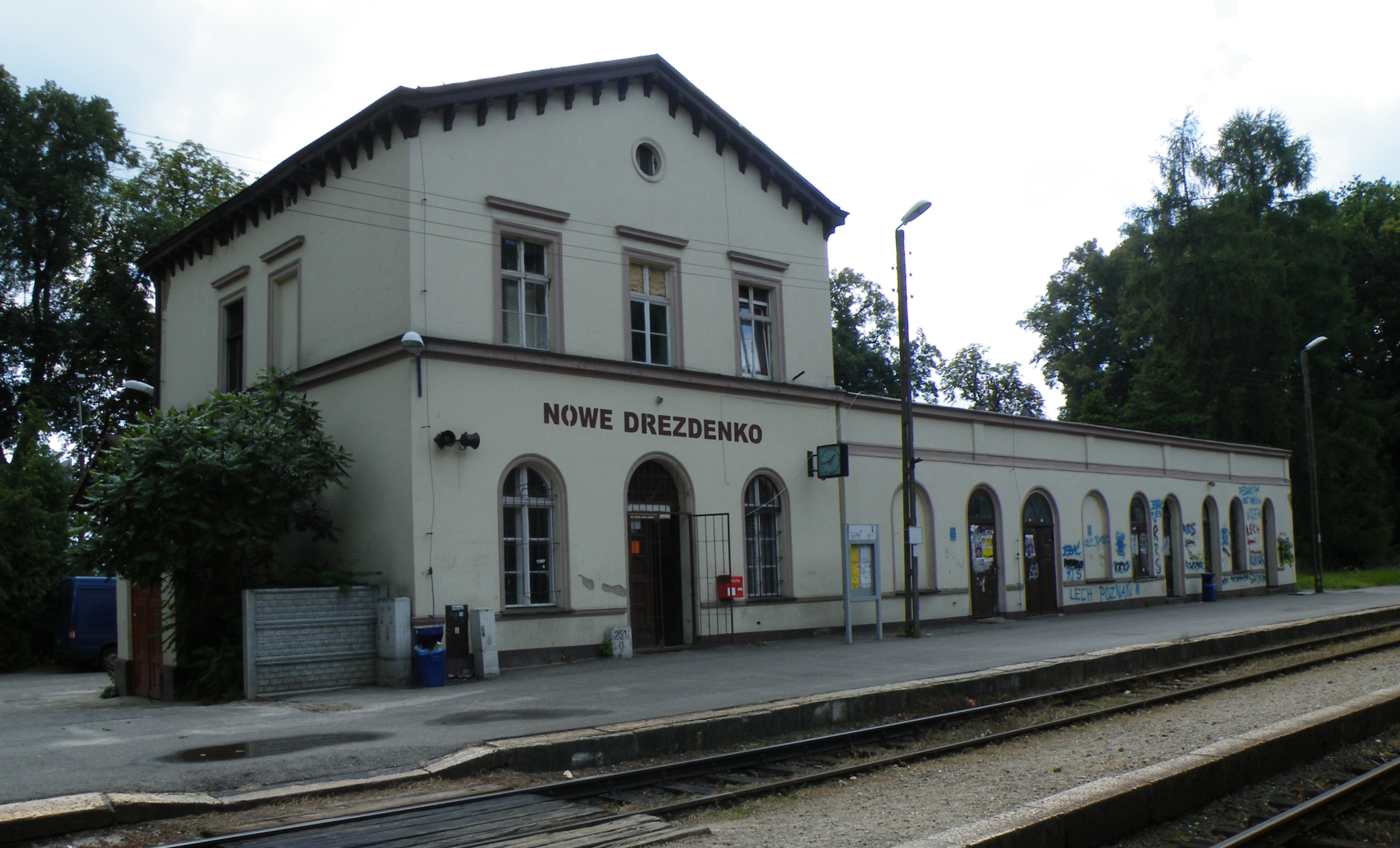
Nowe Drezdenko (estação ferroviária)

## Educação
- Jardim de infância público
- Jardim de infância Beato Edmundo Bojanowski[47]
- Escola de ensino fundamental n.º 1 Janusz Korczak[48]
- Escola de ensino fundamental n.º 2 Józef Noży[49]
- Escola de ensino fundamental n.º 3 Henryk Sienkiewicz[50]
- Complexo Escolar Drezdenko[51]

## Comunidades religiosas

### Igreja Católica de Rito Latino
- Paróquia do Sagrado Coração de Jesus em Drezdenko[52]
- Paróquia da Transfiguração em Drezdenko[53]

### Testemunhas de Jeová
- Igreja em Drezdenko (Salão do Reino)